# Sybra trianguliferoides
Sybra trianguliferoides är en skalbaggsart som beskrevs av Stefan von Breuning och Jean François Villiers 1983. Sybra trianguliferoides ingår i släktet Sybra och familjen långhorningar.
Artens utbredningsområde är Filippinerna. Inga underarter finns listade i Catalogue of Life.